# Genie Chuo
Genie Chuo (chino: 卓文萱) nacida el 20 de enero de 1986. Es una cantante Mandopop y actriz taiwanesa, también es conocida como  "Genie Zhuo", "Xuan Xuan" (萱萱) o "Xiao Mi" (小咪).

## Biografía
Chuo participó y ganó en varios concursos cuando ella empezaba a cantar en karaokes, eso en su primer año escolar de su escuela llamada "Fuho Junior High School" en Taipéi. Después de una serie de enseñanzas y formación en canto y música, ella debutó como cantante.
Después de graduarse de la Escuela de Arte "Hua Kang", continuó con sus grabaciones en estudios, pues ella ha participado activamente en una serie de televisión, incluyendo en una película de 2007, como en la serie televisiva de "Romantic Princess" y en una película de 2006 titulada, "Do Over" (一年之初)
En 2010, Chuo interpretó un tema musical para el teatro "Snow Summer", un drama dirigido por Lee Hsing (李 行) para los premios "los premios "Golden Horse Awards". De este EP, fue lanzado el 30 de julio de 2010, que fueron aportes de ingresos dirigidos a la Cruz Roja de su país.

## Discografía

### Álbumes de estudio
| Álbum# | Título en inglés           | Título en chino | Lanzamiento            | Etiqueta     |
| ------ | -------------------------- | --------------- | ---------------------- | ------------ |
| 1st    | 1986                       | 1986            | 27 de julio de 2001    | Rock Records |
| 2nd    | Be Used To                 | 習慣            | 27 de octubre de 2006  | Rock Records |
| 3rd    | Oxygenie of Happiness      | 幸福氧氣        | 26 de octubre de 2007  | Rock Records |
| 4th    | My Favorite Kind of Geniie | 超級喜歡        | 7 de noviembre de 2008 | Rock Records |
| 5th    | Just The Way I Am          | 反正 卓文萱     | 4 de noviembre de 2011 | Rock Records |

### Compilaciones
| Álbum# | Título en inglés                         | Título en chino       | Lanzamiento            | Etiqueta     |
| ------ | ---------------------------------------- | --------------------- | ---------------------- | ------------ |
| 1st    | 1 + 1 Play n Fun (New Song + Collection) | 1+1 Play n Fun 珍選集 | 6 de noviembre de 2009 | Rock Records |

### Banda sonora
| Año  | Título en inglés (Título en chino)                               | Pista |
| ---- | ---------------------------------------------------------------- | --- |
| 2004 | Lover of Herb Original Soundtrack (香草戀人館電視原聲帶)         | - 香草戀人 (Lover of Herb) - 有星星的夜 (Starry Night) |
| 2005 | Holiday Dreaming Original Soundtrack (夢遊夏威夷電影原聲帶)      | - "怎麼知道你愛" (Don't Know You Loved) |
| 2006 | Love Queen (戀愛女王 電影原聲帶)                                 | - "Super No. 1" - opening theme - "梁山伯與茱麗葉" (Liang Shan Bo and Juliet) feat Gary Cao - ending theme                                                  |
| 2008 | Rolling Love Original Soundtrack (翻滾吧！蛋炒飯 電視原聲帶)     | - 永不消失的彩虹" [Never Ending Rainbow] - ending theme - "LALALA愛情密碼" [La La La Love Code] - "愛情魔法衣" [Love's Magic Coat] - "瘋了瘋了" [Going Mad] |
| 2010 | Summer Snow Theatrical Drama Theme Song EP (夏雪舞台劇主題曲 EP) | 1. "夏雪" (Summer Snow) 2. "夏雪MMO" (Summer Snow MMO) |

### Colaboraciones
Canción y video musical: 2007 Alien Huang & Genie Chuo - "愛的主旋律" [The Melody of Love]

## Filmografía

### Películas
| Año  | Título en inglés   | Título en chino    | Personaje         |
| ---- | ------------------ | ------------------ | ----------------- |
| 2002 | Forever of Forever | 永遠永遠永遠的永夜 | Xuan Xuan (萱萱)  |
| 2006 | Do Over            | 一年之初           | Toll Station Girl |

### Drama
| Television | Television      | Television            | Television             | Television | Television      | Television            |
| ---------- | --------------- | --------------------- | ---------------------- | ---------- | --------------- | --------------------- |
| Año        | Título en Chino | Tiutulo en inglés     | Personaje              | Canal      | Notas           | Con                   |
| 2006       | 愛情經紀約      | Engagement for Love   | Zhu Ke Xin (朱可欣)    | TTV        | Main Cast       |                       |
| 2006       | 戀愛女王        | Love Queen            | Yu Qiao Le (于巧樂)    | CTS        | Main Cast       |                       |
| 2007       | 公主小妹        | Romantic Princess     | Gong Moli (宮茱莉)     | CTV        | Supporting Role | Calvin Chen           |
| 2007       | 惡女阿楚        | Mean Girl Ah Chu      | Wang Zhi Er (汪芷兒)   | CTS        | Main Cast       |                       |
| 2007       | 18禁不禁        | 18, Censoring or Not? | Zhu Yi Xuan (朱亦瑄)   | CTV        | Supporting Role |                       |
| 2008       | 翻滾吧！蛋炒飯  | Rolling Love          | Guan Xiao Shu (關小舒) | CTV        | Lead Role       | Jiro Wang Danson Tang |
| 2010       | 藍海一加一      | The Love River        | He Zhen Ai (何真愛)    | HiHD       | Lead Role       | Leon Jay Williams     |
| 2011       | 男女生了沒      | Boys and Girls        | Hei You Nan (黑又男)   | CTV        | Lead Role       | Michael Zhang         |
| 2011       | 勇士們          | Soldier               | Xu Yu Shu (徐玉樹)     | TTV        | Main Cast       |                       |

## Premios
| Año  | Año                               | Categoría                         | Nomination                    | Resultado | Referencia |
| ---- | --------------------------------- | --------------------------------- | ----------------------------- | --------- | ---------- |
| 2009 | Metro Radio Mandarin Music Awards | Best New Artists                  | Genie Zhuo                    | Ganador   | [ 4 ]      |
| 2010 | Metro Radio Mandarin Music Awards | Songs of the Year                 | "1 + 1" from 1 + 1 Play n Fun | Ganador   | [ 5 ]      |
| 2010 | Metro Radio Mandarin Music Awards | Best Improved Singer (力躍進歌手) | Genie Zhuo                    | Ganador   | [ 5 ]      |